# Francisco Mendes
Francisco Mendes (ur. 7 lutego 1939 w Enxudé, zm. 7 lipca 1978 w Bissau) – partyzant, polityk z Gwinei Bissau, pierwszy premier tego kraju.

## Życiorys
Był jednym z niewielu współczesnych sobie mieszkańców kraju, którym udało się podjąć naukę w szkole średniej. Porzucił rozpoczęte studia, aby dołączyć do Afrykańskiej Partii Niepodległości Gwinei i Wysp Zielonego Przylądka (PAIGC) i podjąć z nią walkę zbrojną. Przyjął pseudonim Chico Te i wkrótce stał się cenionym członkiem partii, piastując liczne stanowiska w latach 60., czyli w czasie dynamicznego rozwoju dążeń niepodległościowych kolonii. Był komisarzem politycznym regionu Bafatá w 1962 i od 1963 do 1964 zajmował to samo stanowisko na Froncie Północnym. W 1964 został powołany do biura politycznego, a w 1965 został członkiem Rady Wojennej PAIGC. W 1967 został delegatem Rady Frontu Północnego. Został wybrany na stanowisko głównego komisarza (premiera) Gwinei Bissau 13 marca 1973, po ogłoszeniu niepodległości przez to państwo. Zginął tragicznie w wypadku samochodowym w Bissau. Pochowano go w twierdzy Fortaleza São José de Amura w Bissau, gdzie spoczął obok Osvaldo Vieiry, jednego z bohaterów walk o niepodległość Gwinei Bissau.